# Венецијански језик
Венецијански или венетски језик (вен. łéngoa vèneta или vèneto), у Бразилу и талијански језик (не мешати са општим називом за италијански у хрватском стандарду), спада у романску породицу језика. Представља матерњи језик скоро 4 милиона људи у североисточној Италији, углавном у региону Венето где га већина од 5 милиона становника разуме. То подручје има центар у и око Венеције. Често се говори и добро разуме и ван Венета, у регионима као што су Тренто, Фурланија-Јулијска Крајина, Истра, али и у неким градовима Словеније, Хрватске, Бразила, Аргентине и Мексика.
Иако се многи према венецијанском језику опходе као дијалекту италијанског, укључујући и оне којима је он матерњи, венецијански се категорише као одвојен језик са сопстевним локалним дијалектима. Тачна позиција венецијанског у склопу романских језика остаје и даље контроверзна.